# Mestre de campo

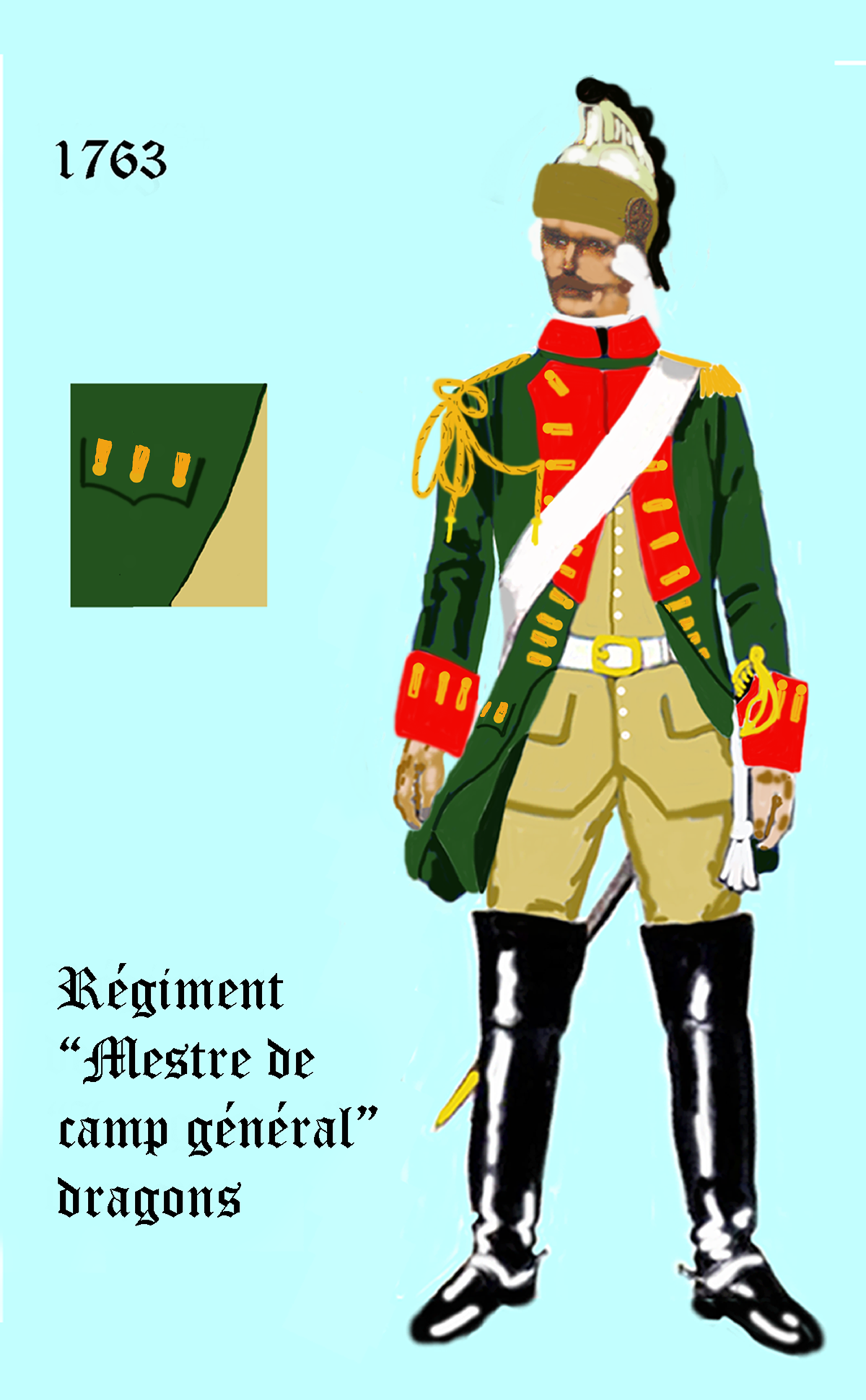
Uniforme de um mestre de campo dos dragões franceses de 1763 a 1776

Mestre de campo constituía um posto de oficial superior, existente nos exércitos de Espanha, França e Portugal, na época do Antigo Regime. Conforme o país, competia, a um mestre de campo, exercer o comando de um regimento ou terço, sendo, aproximadamente, equivalente ao atual posto de coronel.

## Mestre de campo por países

### França
Na França, o mestre de camp (mestre de campo) era o chefe de um regimento, estando sob a autoridade de um coronel-general, o qual comandava todos os regimentos da mesma arma. Quando foi suprimido o cargo de coronel-general da infantaria, em 1661, todos os mestres de campo desta arma passaram a ter o título de "coronel". Já os regimentos de cavalaria, que se mantiveram sob a autoridade de um coronel-general, continuaram a ser individualmente chefiados por mestres de campo até à Revolução Francesa.
Tal como o cargo de capitão, o de mestre de campo poderia ser comprado e vendido livremente. Por essa razão, os jovens da aristocracia podiam aceder ao posto numa idade muito precoce e ficarem, assim, em boa posição para acederem ao posto de brigadeiro por antiguidade.
O distintivo dos mestres de campo consistia num par de dragonas com franjas douradas ou prateadas.
O posto foi suprimido durante a Revolução e substituído pelo de chefe de brigada.

### Portugal
Até 1707, os mestres de campo eram os oficiais superiores comandantes dos terços de infantaria do Exército Português. Por extensão, "mestre de campo general" era a designação do oficial general que comandava vários terços de infantaria. O seu adjunto era denominado "tenente de mestre de campo general".
Em 1707, na sequência da transformação dos terços de infantaria de primeira linha em regimentos, os seus comandantes passaram a denominar-se "coronéis". Já nas tropas de segunda linha, só em 1793 é que os terços auxiliares seriam transformados em regimentos de milícias e, os seus mestres de campo, em coronéis.
Por sua vez, o posto de mestre de campo general deu origem, em 1762, à patente de tenente-general.